# マナグア湖
マナグア湖（マナグアこ、スペイン語: Lago de Managua）、別名ショロトラン湖（ショロトランこ、Lago Xolotlán）は、ニカラグアの西部にある湖である。ニカラグアの首都のマナグアが湖の南岸にある。南北65km、東西25kmであり、湖水面積は1,049平方キロメートル。湖面標高は39m。チピタパ川 (Rio Tipitapa) を通じて、ニカラグア湖に繋がっている。
工業廃水による水銀などの水質汚染があり、日本の国立水俣病総合研究センターなどが汚染対策や健康対策の協力を行っている。
1998年には、ハリケーンに伴う増水により周辺の町に被害が出た。